# 卓栄泰
卓 栄泰（たく えいたい、ジュオ・ロンタイ、英語: Cho Jung-tai、1959年〈民国48年〉1月22日 - ）は、中華民国（台湾）の政治家。現在、同国行政院長（首相）。謝長廷の弟子と言われる。
台北市議会議員、立法委員、行政院政務委員兼スポークスマン、行政院秘書長、総統府副秘書長および秘書長（代理）、民主進歩党主席を歴任した。

## 経歴
- 東呉大学法律系
- 1984年 国立中興大学法商学院（現・国立台北大学）法律系卒業
- 1987年 - 1989年 謝長廷東区服務処主任
- 1989年 - 1994年 台北市議会議員（第6代）
- 1992年 謝長廷立法委員選挙対策本部総幹事
- 1994年 - 1998年 台北市議会議員（第7代）
- 1999年 - 2002年 立法院委員（第4代）
- 2002年 - 2004年 立法院委員（第5代）[1]
- 2004年–2005年 総統府副秘書長
- 2005年2月 - 9月 行政院政務委員兼スポークスマン
- 2005年9月 - 2006年1月 行政院秘書長
- 2006年2月 - 2007年10月 総統府副秘書長
- 2007年10月 - 2008年1月 民進党秘書長（第12代）
- 2019年1月9日 - 2020年5月19日 民主進歩党主席（第17代）
- 2024年5月20日 - 行政院長（第32代）[2][3]

## 選挙記録
| 年度 | 選挙                | 選挙区           | 所属政党   | 得票数 | 得票率 | 当選 | 注釈 |
| ---- | ------------------- | ---------------- | ---------- | ------ | ------ | ---- | ---- |
| 1989 | 第6回台北市議員選挙 | 第二選挙区       | 民主進歩党 | 15,578 | 4.57%  |      |      |
| 1994 | 第7回台北市議員選挙 | 第三選挙区       | 民主進歩党 | 14,420 | 5.95%  |      |      |
| 1998 | 第4回立法委員選挙   | 台北市第一選挙区 | 民主進歩党 | 57,362 | 7.59%  |      |      |
| 2001 | 第5回立法委員選挙   | 台北市第一選挙区 | 民主進歩党 | 42,660 | 6.89%  |      |      |